# Allegany (Nowy Jork)
Allegany – miasto w Stanach Zjednoczonych, w stanie Nowy Jork, w hrabstwie Cattaraugus.